# Cercle nautique de Livry-Gargan
Le club nautique de Livry-Gargan est un club français de natation sportive et de water polo situé à Livry-Gargan en Seine-Saint-Denis. 

## Historique
Le club de natation fut fondé le 26 février 1953 mais le water polo n'y est pratiqué que depuis 1969.
Livry gagne sa place parmi l'élite française à l'issue de la saison 2005-2006 couronnée par un titre de champion de France de N1 (D2). Le club dispute le premier match de son histoire en championnat élite le 30 septembre 2006 à domicile. Les Livryens sont battus 7-14 par le Dauphins FC Sète. Mais, en fin de saison, le club ne peut éviter la relégation en national 1.

## Palmarès (water polo)
- Champion de France de N1 (D2) : 2006.
- Champion de France de N2 (D3) : 2004.
- Champion de France de N3 (D4) : 1997.